# جغرافیای چاد

موقعیت چاد در آفریقا.

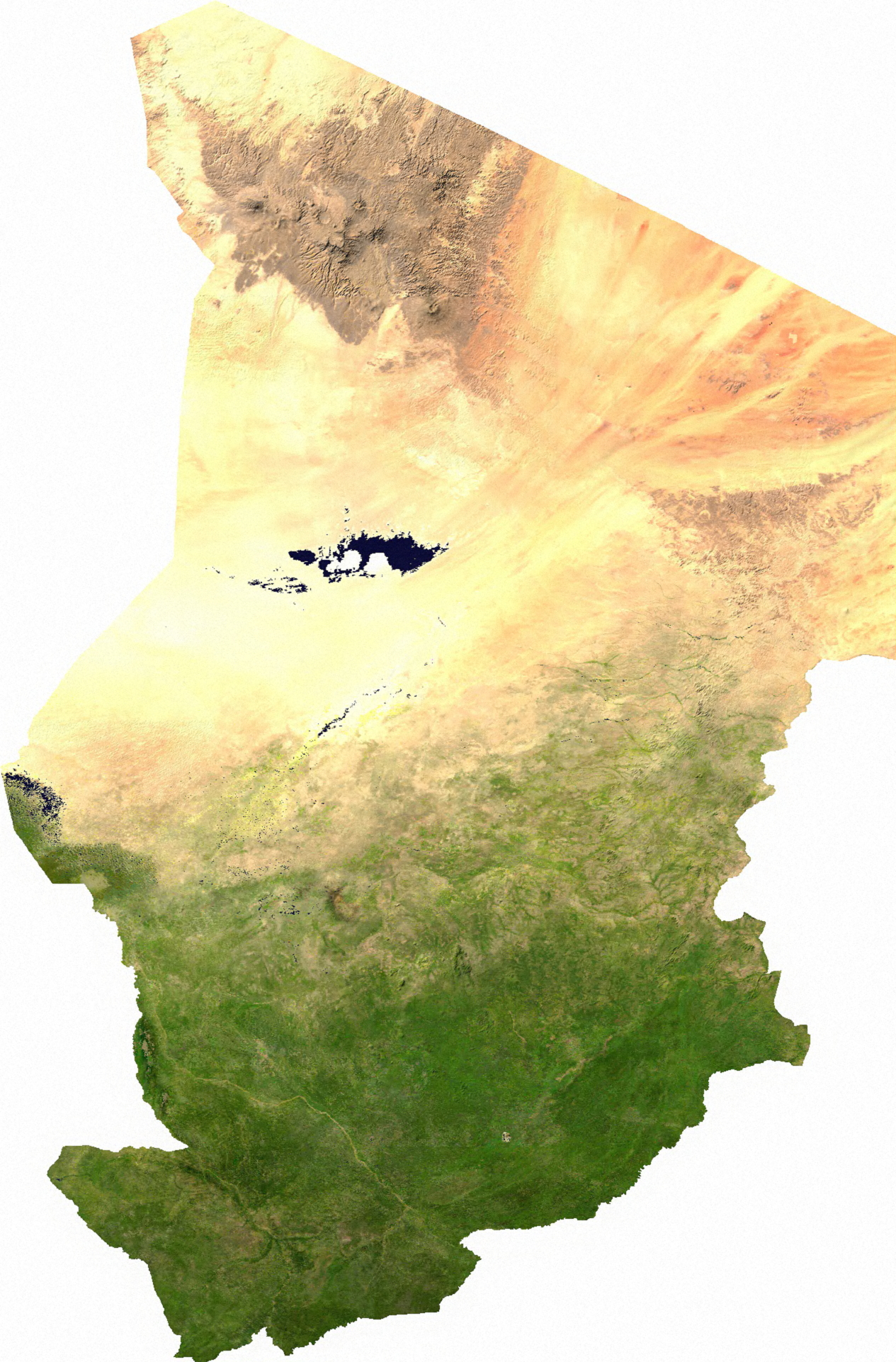
دید ماهواره‌ای از چاد.

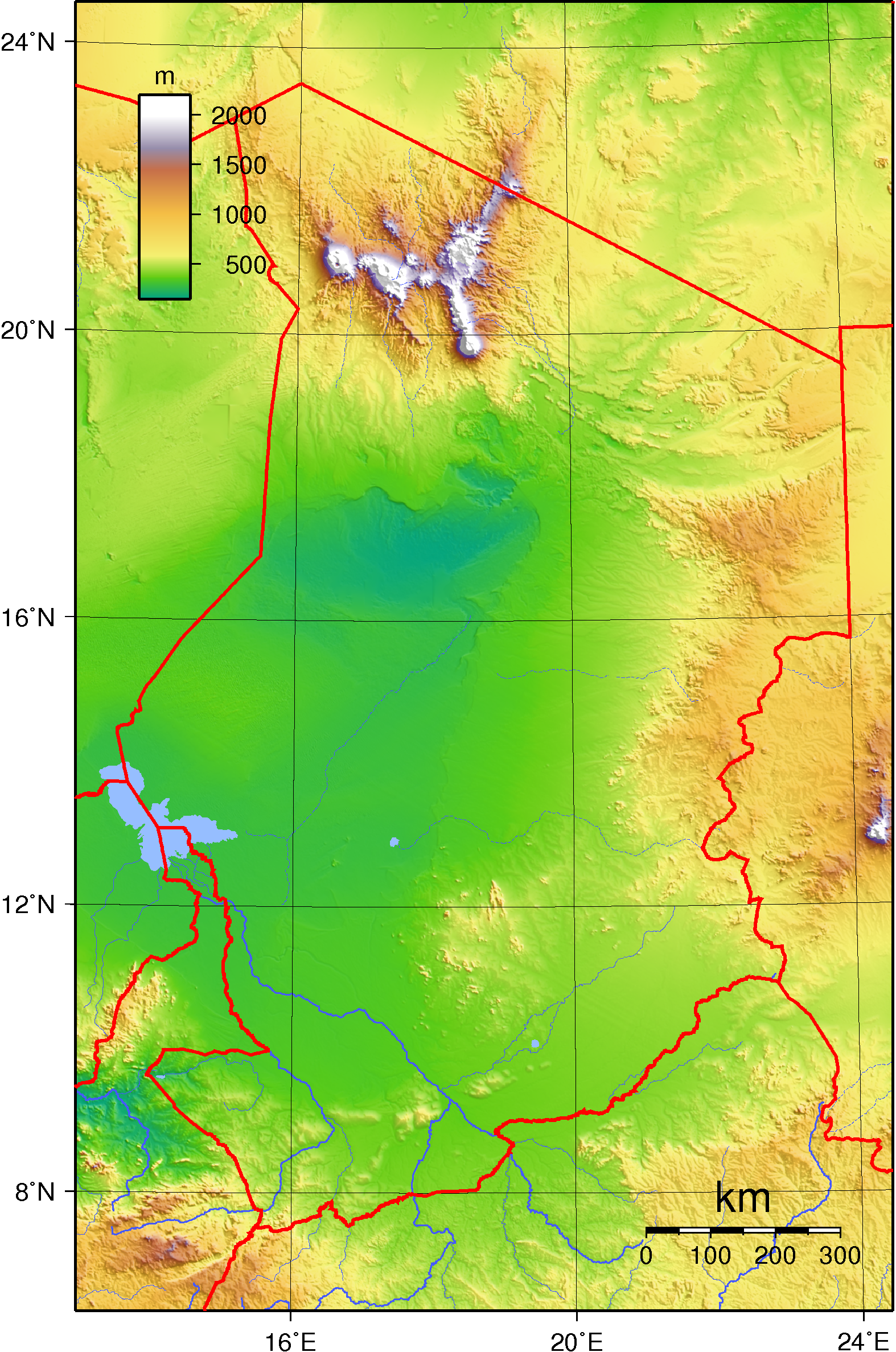
ناهمواری‌های چاد.

چاد یکی از ۴۸ کشور محصور در خشکی جهان است و در شمال مرکز آفریقا واقع شده‌است، چاد با مساحت ۱٬۲۸۴٬۰۰۰ کیلومتر مربع، تقریباً دو برابر فرانسه و کمی بیش از سه برابر کالیفرنیا است. جمعیت آن از نظر قومی و زبانی متنوع‌اند و بیشتر آن‌ها در جنوب کشور زندگی می‌کنند. تراکم جمعیت نواحی کشور از ۵۴ نفر در هر کیلومتر مربع در حوضه رودخانه لوگون تا ۰٫۱ نفر در منطقه کویری بورکو-اِنِدی-تیبِستی در شمال متغیر است. منطقه (استان) بورکو-اندی-تیبستی خود به تنهایی بزرگتر از فرانسه است.
پایتخت کشور، انجامنا، واقع در پیوندگاه رودخانه‌های شاری و لوگون، حالتی بین‌المللی دارد و جمعیت فعلی آن بیش از ۷۰۰ هزار نفر است.
چاد دارای چهار منطقه زیست اقلیمی است: منطقه داخل صحرای بزرگ آفریقا، منطقه ساحل صحرا، منطقه سودانی و منطقه گینه‌ای.
میزان بارش سالانه در شمالی‌ترین منطقه، یعنی منطقه داخل صحرا، کمتر از ۲۰۰ میلی‌متر است. جمعیت پراکنده انسانی این منطقه تا حد زیادی کوچ‌نشین است که دام‌های آنان را بیشتر نشخوارکنندگان کوچک و شتر تشکیل می‌دهند.
منطقه ساحل صحرا در مرکز کشور جای گرفته و بین ۲۰۰ تا ۷۰۰ میلی‌متر بارندگی دارد و پوشش گیاهی آن از چمنزار و بوته‌زار تا دشت‌های خاردار و گرم‌دشت متغیر است.
منطقه جنوبی، که اغلب به آن منطقه سودانی گفته می‌شود، بین ۷۰۰ تا ۱۰۰۰ میلی‌متر باران دریافت می‌کند و پوشش گیاهی آن به شکل جنگل‌های گرم‌دشتی (ساوانا) و برگریز است.
میزان بارندگی در منطقه گینه‌ای، واقع در منتهی‌الیه جنوب غربی چاد، بین ۱۰۰۰ تا ۱۲۰۰ میلی‌متر است.
توپوگرافی کشور به‌طور کلی مسطح است. با حرکت از دریاچه چاد به سمت شمال و شرق، این ارتفاع به تدریج افزایش می‌یابد. بلندترین نقطه در چاد ایمی کوسی است، کوهی که در میان کوهستان تیبستی شمال کشور به بلندی ۳۱۰۰ متر سر برآورده است.
فلات اِنِدی و بلندی‌های ودای در شرق، تصویر یک حوضهٔ تدریجی شیب‌دار را که به سمت دریاچه چاد پستی می‌گیرد، کامل می‌کنند. در میانهٔ منطقه گوئرا نیز بلندی‌هایی وجود دارد که ارتفاعش به ۱۵۰۰ متر می‌رسد.
دریاچه چاد دومین دریاچه بزرگ غرب آفریقا و یکی از مهم‌ترین تالاب‌های این قاره است. این دریاچه که زیستگاه ۱۲۰ گونه ماهی و دست‌کم همین مقدار گونه از پرندگان است، در چهار دهه گذشته به دلیل افزایش مصرف آب ساکنان رو به افزایش محل، و بارندگی کم، به طرز چشمگیری کاهش یافته‌است. دریاچه چاد که هم‌مرز با چاد، نیجر، نیجریه و کامرون است، در حال حاضر تنها ۱۳۵۰ کیلومتر مربع مساحت دارد، در حالی‌که در سال ۱۹۶۳ مساحت آن ۲۵۰۰۰ کیلومتر مربع بود.
رودخانه‌های شاری و لوگون که هر دو از جمهوری آفریقای مرکزی سرچشمه می‌گیرند و به سمت شمال جریان دارند، بیشتر آب سطحی ورودی به دریاچه چاد را تأمین می‌کنند. 

## سرزمین
اگرچه جامعه چاد از نظر اقتصادی، اجتماعی و فرهنگی چندپاره است، اما جغرافیای این کشور به خاطر وجود حوضه دریاچه چاد یکپارچه می‌شود. این دریاچه کم‌ژرفا بازمانده یک دریای عظیم محصور به حشکی است که در زمانی که صحرای بزرگ آفریقا هنوز سرسبز بود این نواحی را پوشانده بود.
این سرزمین پست و وسیع به سوی غرب تا نیجریه و نیجر گسترش می‌یابد. بخش بزرگتر و شمالی این حوضه در داخل چاد به‌واسطه کوه‌های تیبستی از سمت شمال غربی محدود می‌شود.
مشخص‌کننده‌های دیگر حاشیه‌های این حوضه عبارتند از فلات اندی در شمال شرقی، بلندی‌های ودای در شرق در امتداد مرز با سودان، توده گوئرا در مرکز چاد و کوه‌های ماندارا در امتداد مرز جنوب غربی چاد با کامرون. قسمت کوچکتر و جنوبی حوضه تقریباً منحصراً در چاد قرار دارد. 

## آب‌وهوا
حوضه دریاچه چاد طیف وسیعی از آب و هوای گرمسیری را از شمال به جنوب در بر می‌گیرد، اگرچه بیشتر این مناطق خشک هستند. جدا از منتهی‌الیه شمال، ویژگی بیشتر مناطق چرخه‌ای از فصل‌های متناوب بارانی و خشک است. در هر سال، مدت زمان هر فصل عمدتاً توسط موقعیت دو توده بزرگ هوا تعیین می‌شود - یک توده دریایی بر فراز اقیانوس اطلس به سمت جنوب غربی و یک توده قاره‌ای بسیار خشک. در طول فصل بارندگی، باد از جنوب غربی سامانه دریایی مرطوب‌تر را به سمت شمال بر فراز قاره آفریقا فشار می‌دهد، جایی که برخورد پیش می‌آید و این باد در امتداد جبهه‌ای به نام «منطقه همگرایی بین گرمسیری» به زیر جرم قاره می‌لغزد. در اوج فصل بارندگی، این جبهه هوایی ممکن است تا استان کانم برسد. در اواسط فصل خشک، منطقه همگرایی بین گرمسیری در جنوب چاد حرکت می‌کند و باران را با خود می‌برد. این سامانه آب و هوا به تشکیل سه منطقه عمده آب‌وهوایی و پوشش گیاهی کمک می‌کند.